# Manitoulin
Manitoulin je otočje od triju većih i nekoliko manjih otoka na sjeveru jezera Huron u zaljevu Georgian Bay, Ontario, Kanada, i neznatni dio u SAD-u (otok Drummond). Glavni i najveći otok je 130 kilometara dugi Manitoulin, i 3,2-48 kilometara širok, najveći je jezerski otok na svijetu. Na Manitoulinu ima 108 jezera, od kojih je jezero Manitou (104 km²) najveće i najdublje, i nosi titulu najvećeg jezera na otoku u slatkovodnom jezeru, na kojemu se tijekom godine vode razne aktivnosti, kao što su vožnja čamcima i snowmobilima, pecanje i plivanje. Ostala manja značajna jezera su Kagawong, Big Lake, Pine Lake, Martin Lake, Windfall Lake i Snow Lake. Na otoku se nalaze i tri rijeke: Kagawong, Manitou i Mindemoya. 
Od drugih otoka ističu se stjenoviti i pošumljeni Cockburn i Drummond. Najveće naselje je gradić Little Current, nadalje Manitowaning (prvo naselje koje su osnovali Europljani) s muzejom Assiginack Museum, Gore Bay (drugi po veličini), Evansville. Većinu stanovnika čine Indijanci Ottawa, Ojibwa, Potawatomi).

## Vanjske poveznice
- Manitoulin Island  Arhivirana inačica izvorne stranice od 26. srpnja 2008. (Wayback Machine)